# Acanthoscelio nimbosus
Acanthoscelio nimbosus är en stekelart som beskrevs av Dotseth och Johnson 2001. Acanthoscelio nimbosus ingår i släktet Acanthoscelio och familjen Scelionidae. Inga underarter finns listade i Catalogue of Life.